# Fernand Demaret
Pour les articles homonymes, voir Demaret.
Fernand Demaret (1911-2008) est un botaniste bryologue belge.

## Biographie
Docteur en sciences naturelles de l'université de Liège (1934), Fernand Demaret entre en 1934 au Jardin botanique de l'État à Bruxelles et succède à Walter Robyns en tant que directeur en 1966.
Il est surtout connu pour ses travaux en bryologie africaine et belge entre 1937 et 1966, et pour la publication de la Flore générale de Belgique, Bryophytes, en collaboration avec Émile Castagne  puis avec Jean-Louis De Sloover. Déchargé de ses fonctions de directeur en 1976, il reprend avec Rudolf Wilczek l'étude des Bryaceae et publie, en 1993, un dernier fascicule de la Flore générale de Belgique.
Très actif au niveau de la conservation de la nature, il fut notamment membre de la Commission royale des Monuments et des Sites durant de nombreuses années. C'est à lui que revint l'honneur d'organiser les festivités commémorant le centenaire du Jardin botanique en 1970, et c'est aussi sous son directorat, en 1974, que l'institution quitta le centre-ville de Bruxelles pour le Domaine de Bouchout à Meise.
Fernand Demaret meurt à Bruxelles le 27 décembre 2008.

## Publications
Fernand Demaret est l'auteur, seul ou en collaboration, d'une centaine de contributions bryologiques publiées principalement dans le Bulletin du Jardin botanique de l’État, Bruxelles et dans le Bulletin du Jardin Botanique National de Belgique.
- (avec V. Leroy) Exploration du Parc National Albert : Mission J. Lebrun (1937-1938) : Mousses, t. 6, bruxelles, Institut des Parcs Nationaux du Congo Belge, 1944, 65 p.
- (avec Victor Van Straelen, E. Leloup, Georges Troupin, Paul Van der Veken & Ernest M.A. Petit) Manuel de botanique à l'usage des écoles du Congo belge et du Ruanda-Urundi, Bruxelles, Fonds du Bien-Être indigène et Institut royal des sciences naturelles de Belgique, 1957, 186 p.
- (avec Emile Castagne, Jean-Louis De Sloover et al.) Flore générale de Belgique. Bryophytes : Mousses, t. II,1-3 & III,1-2, Bruxelles, Meise, 1959-1993
- (avec André Lawalrée, Jacques Lambinon & Maurice Lang) Marie-Anne Libert (1782-1865) : Biographie, Généalogie, Bibliographie, malmedy, 1965, 126 p.
- (avec Léon Delvosalle, Jacques Lambinon & André Lawalrée) Plantes rares, disparues ou menacées de disparition en Belgique : L'appauvrissement de la flore indigène, Bruxelles, Service des Réserves Naturelles Domaniales et de la Conservation de la Nature, coll. « Travaux » (no 4), 128 p.
- (R. Heim, F. Lievens & Charles Heger) Jardin botanique national de Belgique 1870-1970 : Symposium Jardins botaniques et conservation de la nature, Bruxelles 14-16 septembre 1970 : Allocutions prononcées à la séance d'ouverture (14 septembre 1970), Bruxelles, 1970, 40 p.
- Le Jardin botanique national de Belgique : 1870-1970, Bruxelles, 1970, 78 p.